# Pulau Sarak
Pulau Sarak is een bestuurslaag in het regentschap Kampar van de provincie Riau, Indonesië. Pulau Sarak telt 1094 inwoners (volkstelling 2010).